# Chiesa della Madonna del Tribbio

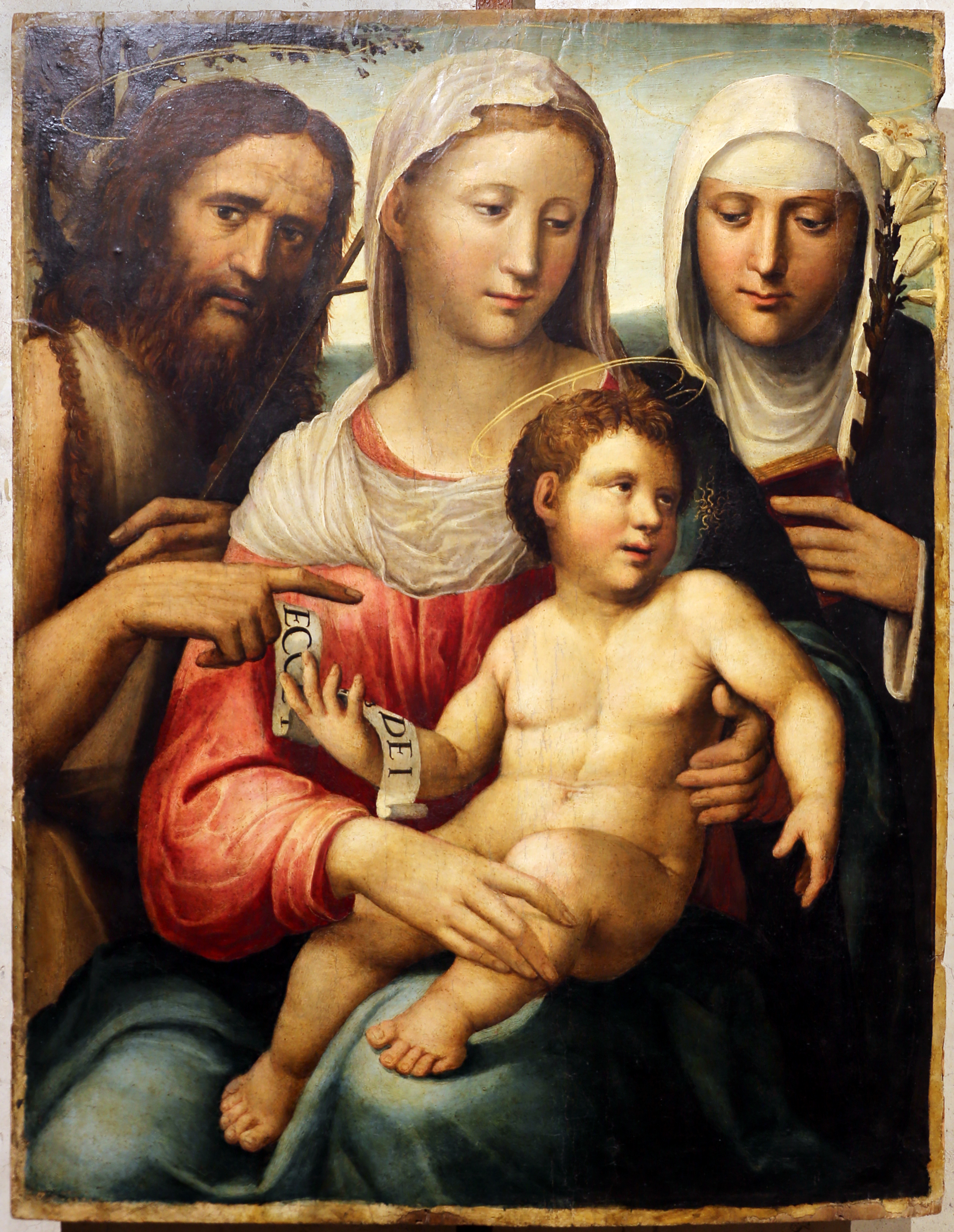
Bartolomeo Neroni, Sacra Famiglia con san Giovannino e santa Caterina (1535 circa)

La chiesa di Santa Maria delle Grazie, anche conosciuta come chiesa della Madonna del Tribbio, è un luogo di culto cattolico che si trova poco fuori dall'abitato di San Giovanni d'Asso, frazione di Montalcino,nei pressi del cimitero, lungo la strada per Asciano.

## Storia
La chiesa della Madonna delle Grazie venne costruita a nord dell'abitato di San Giovanni d'Asso, lungo la strada per Asciano, alla fine del XVI secolo. Nel 1816, Girolamo Marsili, pievano di San Giovanni Battista in San Giovanni d'Asso, affidò a Luigi Crocini la ricostruzione della cappella, essendo in stato rovinoso. La ricostruzione terminò due anni dopo, nel 1818 e il 19 settembre 1819 la chiesetta venne consacrata. Danneggiata durante la seconda guerra mondiale, i danni sono stati riparati nel dopoguerra.
Nel XVII secolo la cappella era affidata alla cura di una rettrice che aveva il compito di farvi celebrare la messa ogni prima domenica del mese.

## Descrizione
La chiesa si presenta, esternamente, con paramento murario in laterizio con elementi decorativi in pietra. La facciata, a capanna, presenta, al centro, il piccolo portale, sormontato da un frontone semicircolare; ai lati, invece, due lesene, una per lato, che idealmente sorreggono il cornicione sul quale poggia il frontone triangolare che corona la facciata.
L'interno della chiesa è a navata unica di due campate, coperta con volta a botte lunettata. La navata termina con l'abside poligonale, all'interno della quale si trova l'altare in stucco, con mensa sorretta da due colonnine.
Un tempo si trovava sull'altare una tavola della metà del Cinquecento, oggi nel Museo diocesano di Pienza, raffigurante la Madonna col Bambino, San Giovanni Battista e Santa Caterina e opera del pittore senese Bartolomeo Neroni detto il Riccio.